# 파키스탄의 기독교

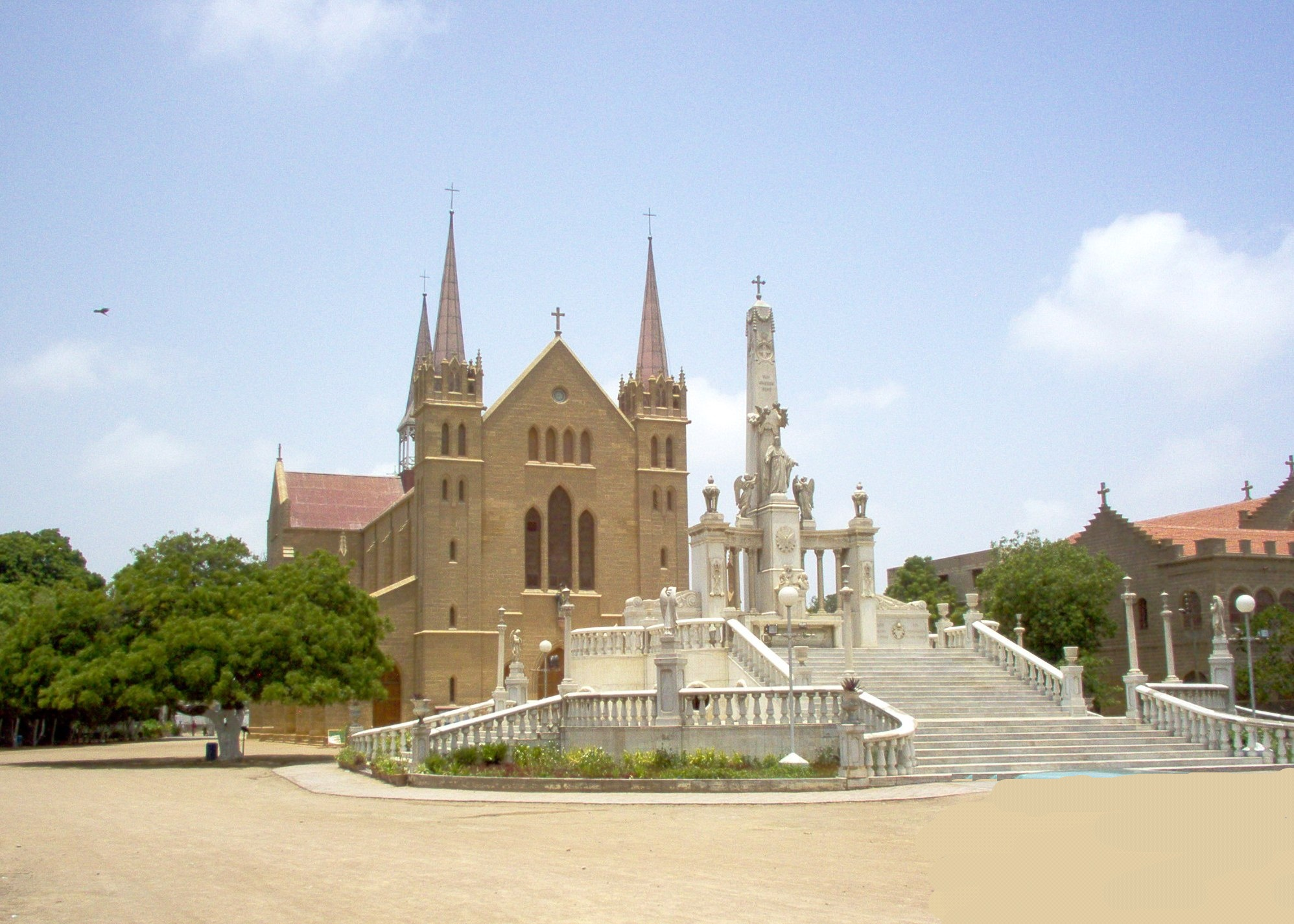
카라치의 성 패트릭 성당

파키스탄의 기독교(~基督敎)는 힌두교 다음으로 큰 소수 종교이다.
파키스탄에서 기독교인의 총 수는 2005년에 250만, 또는 인구의 1.6%로 추정되었다. 이들 중 약 절반은 가톨릭 신자이며 나머지 절반은 프로테스탄트 신자들이다. 많은 기독교인들은 영국 통치시대에 개종한 사람들의 후손이다. 하지만 무슬림들은 기독교로 개종하면 사형을 당하고 기독교인들은 비밀리에 예배를 드린다.

## 같이 보기
- 파키스탄의 인구